# Henan Shaolin Auto

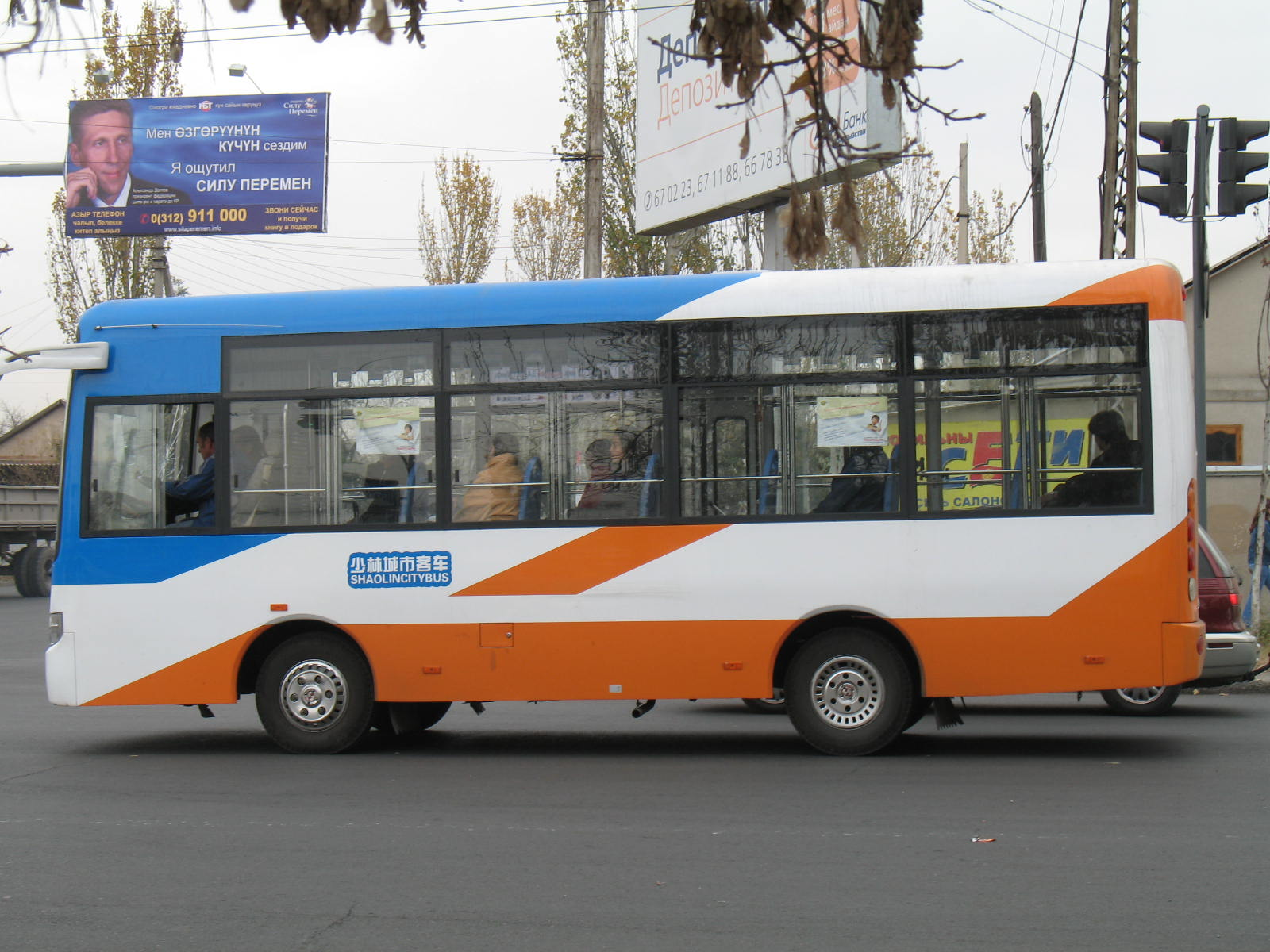
Маршрутное такси Shaolin Citybus в Бишкеке.

Henan Shaolin Auto Co. Ltd. (кит. 河南少林汽车股份有限公司) — небольшой автомобильный завод из центрально-китайской провинции Хэнань, предлагает для своего региона лёгкие грузовые автомобили SLG1040 и достаточно широкую гамму простых автобусов Shaolin средней вместимости.
Компания базируется в Синъяне, западном пригороде города Чжэнчжоу (столицы провинции Хэнань).
Все автобусы разработаны силами специалистов завода Henan Shaolin с использованием шасси грузовых автомобилей и специальных автобусных шасси, выпускаемых Нанкинским, Шияньским (пров. Хубэй) и Хэфэйским автозаводами. Вся серия состоит из 12 базовых исполнений (модели от SLG6602 до SLG6990) с самыми разнообразными размерами колесной базы (3308- 4700 мм), габаритной длиной от 5995 до 9869 мм и шириной 2080—2460 мм. На них используются бензиновые или дизельные двигатели мощностью 96-160 л. с., выпускаемые разными китайскими заводами.
На базе лёгкого 19-местного автобуса SLG6602CB предлагается даже цельнометаллический 1,5-тонный фургон SLG5040. Наиболее современными выглядят автобусы SLG6720C, SLG6733C и SLG6740C вместимостью 22-30 пассажиров с аэродинамичными кузовами. Они выполнены на заднемоторных автобусных шасси Dongfeng EQ1061КR Шияньского завода с колесной базой 3300 или 3800 мм.